# Damen-Basketballnationalmannschaft der UdSSR
Die Damen-Basketballnationalmannschaft der UdSSR, auch bezeichnet als Damen-Basketballnationalmannschaft der Sowjetunion,  repräsentierte zwischen 1950 und 1991 die UdSSR bei internationalen Wettkämpfen und Freundschaftsspielen.

## Erfolge bei internationalen Wettbewerben
Es ist die erfolgreichste Damen-Nationalmannschaft Europas im Basketball. Bei jedem Turnier, an dem die sowjetische Nationalmannschaft der Damen teilgenommen hat, mit Ausnahme der WM 1990, kam sie unter die ersten Drei. Dabei wurde sie 2 Mal Olympiasieger, 6 Mal Weltmeister, und 21 Mal (davon 17 Mal in Folge) Europameister.
Bei der Europameisterschaft 1991 endete mit einer 74:75-Niederlage der Sowjetunion gegen Jugoslawien im zweiten Gruppenspiel die längste Siegesserie in der Geschichte der Frauen-Europameisterschaft. Die Siegesserie begann am 3. Juni 1960 mit einem 58:56-Sieg der Sowjetunion über die Tschechoslowakei zum Auftakt der Europameisterschaft 1960 und erstreckte sich über 31 Jahre und beeindruckende 114 in Folge gewonnener Partien bei einer Europameisterschaft der Damen.

## Bekannte Spielerinnen
- Uļjana Semjonova
- Tatjana Owetschkina
- Angelė Rupšienė

## Nachfolgemannschaften der Sowjetunion
In der Zeit des politischen Umbruchs in Osteuropa 1990–1992 haben die Nachfolgeländer der Sowjetunion eigene Verbände gegründet und treten seitdem mit ihren eigenen Nationalmannschaften bei internationalen Turnieren auf.
Aus der Sowjetunion sind die folgenden Nachfolge-Nationalmannschaften hervorgegangen. Dabei hat keine Mannschaft die Bilanz und die Rekorde der Sowjetunion übernommen:
- Die drei baltischen Staaten und Russland, die bereits mit ihren Nationalmannschaften vor 1945 international Basketball spielten, übernahmen ihre Bilanz und Erfolge aus der Zeit vor der Sowjetunion:
  - Estland
  - Lettland
  - Litauen
  - Russland
- Neue Mannschaften in der FIBA Europa Zone:
  - Armenien
  - Aserbaidschan
  - Belarus
  - Georgien
  - Moldau
  - Ukraine
- Neue Mannschaften in der FIBA Asien Zone:
  - Kasachstan
  - Kirgisistan
  - Tadschikistan
  - Turkmenistan 
  - Usbekistan
- Die Mannschaft der Gemeinschaft unabhängiger Staaten (GUS), die bei den Olympischen Spielen 1992 in Barcelona unter der Bezeichnung Vereintes Team antrat und die Goldmedaille gewann, war ein einmaliges Team.

Zu den erfolgreichen Nationen auf dem Gebiet der ehemaligen UdSSR gehören:
- Russland: Olympiabronze 2004, 2008, WM-Zweite 1998, 2002, 2006; Europameister 2003, 2007, 2011
- Ukraine: Europameister 1995
- Litauen: Europameister 1997
- Weißrussland: EM-Dritter 2009